# Lauren Waaktaar-Savoy
Lauren Savoy nació el 17 de abril de 1968 en Boston, Estados Unidos.
Es vocalista, guitarrista y compositora del grupo Savoy, trío que conforman su marido Paul Waaktaar y el batería Frode Unneland.
Lauren conoció a su marido cuando este tocaba con a-ha en los años 1980 y tras 10 años de noviazgo se casaron el 21 de diciembre de 1991. Tuvieron su primer y único hijo el 3 de agosto de 1999, True August (Augie).
Además de su carrera musical con Savoy, Lauren ha colaborado con a-ha desde su regreso en 1998. Lauren también es directora. Sus trabajos incluyen vídeos musicales para varias bandas así como comerciales.

## Carrera musical

### Álbumes
Savoy cuenta con cinco álbumes de estudio y un recopilatorio. Los trabajos del grupo lograron alcanzar buenas cifras en Noruega.
| Año       | Título                  | Discográfica         |
| --------- | ----------------------- | -------------------- |
| 1996      | Mary Is Coming          | Warner Bros. Records |
| 1997      | Lackluster Me           | EMI Norsk            |
| 1999      | Mountains Of Time       | EMI Norsk            |
| 2001      | Reasons To Stay Indoors | EMI Norsk            |
| 2004      | Savoy                   | Eleventeen Records   |
| 2007/2008 | Savoy Songbook Vol. 1   | Universal Music      |

### Singles
Savoy ha lanzado un total de 16 sencillos, aunque solo tres de ellos tuvieron carácter comercial.

### Colaboraciones
Lauren ha colaborado en ocasiones con a-ha desde su regreso en 1998. En Minor Earth, Major Sky figura en los créditos como compositora y voz secundaria.

## Dirección
Lauren ha dirigido algunos de los vídeos musicales de varias bandas, como Savoy y a-ha. Los vídeos realizados para a-ha son:
- I Call Your Name (1990)
- Early Morning (1991)
- There's Never A Forever Thing (1991)
- Did Anyone Approach You? (2002)
- The Sun Always Shines On T.V. (Versión en directo - 2003)

Además de esto, Lauren también se encargó de la dirección del VHS, Live in South America (1993) y del vídeo bonus del segundo CD encontrado en la edición limitada de How Can I Sleep With Your Voice In My Head (2003), el vídeo llamado a-ha Tourbook de 9 minutos de duración (aprox.).
- Datos: Q1783049